# Oblates de Sainte Thérèse de l'Enfant Jésus
Les Oblates de Sainte Thérèse de l'Enfant Jésus forment une congrégation religieuse féminine hospitalière de droit pontifical.

## Histoire
La congrégation est fondée le 25 juin 1924 à Chaillé-les-Marais en Vendée par le Père Gabriel Martin et Béatrix Douillard, qui prend en religion le nom de Marie-Thérèse de Miséricorde, pour le soin des malades et les œuvres paroissiales.
En 1931, elles sont appelées pour le service des pèlerinages de la maison natale de sainte Thérèse à Alençon ainsi qu'aux Buissonnets à Lisieux. Le 6 avril 1933, les premières sœurs font leur profession religieuse dans la chapelle du Carmel de Lisieux en présence des carmélites dont les sœurs de Thérèse : Pauline, Marie et Céline. Le même jour, la communauté est reconnue institut religieux de droit diocésain par François-Marie Picaud, évêque de Bayeux.
À la demande du Père Joseph Leroy, curé de la paroisse Saint-Martin de Colombelles, une première communauté s'installe en 1934 dans la cité ouvrière où elles restent jusqu'en 1963, avant de gagner la commune proche de Giberbille. Le 30 octobre 1948, cinq sœurs partent à Bouar en République Centrafricaine. En 1949, d’autres sœurs partent pour le Tchad.
L'institut reçoit le décret de louange le 3 octobre 1965.
En 2008, elles quittent le sanctuaire d'Alençon pour être remplacées par les petites sœurs de Sainte Thérèse de l'Enfant Jésus. En 2020, ces dernières laissent la place aux carmélites messagères de l'Esprit Saint.

## Activités et diffusion
Les sœurs se consacrent aux services de pèlerinage à Lisieux, aux soins des malades et aux œuvres paroissiales.
Elles sont présentes en France avec la maison-mère à Rocques.
En 2017, la congrégation comptait 120 sœurs dans 15 maisons.